# Chiara Corbelletto
Chiara Corbelletto es una escultora nacida en Italia, que reside en Auckland, Nueva Zelanda, desde 1981.

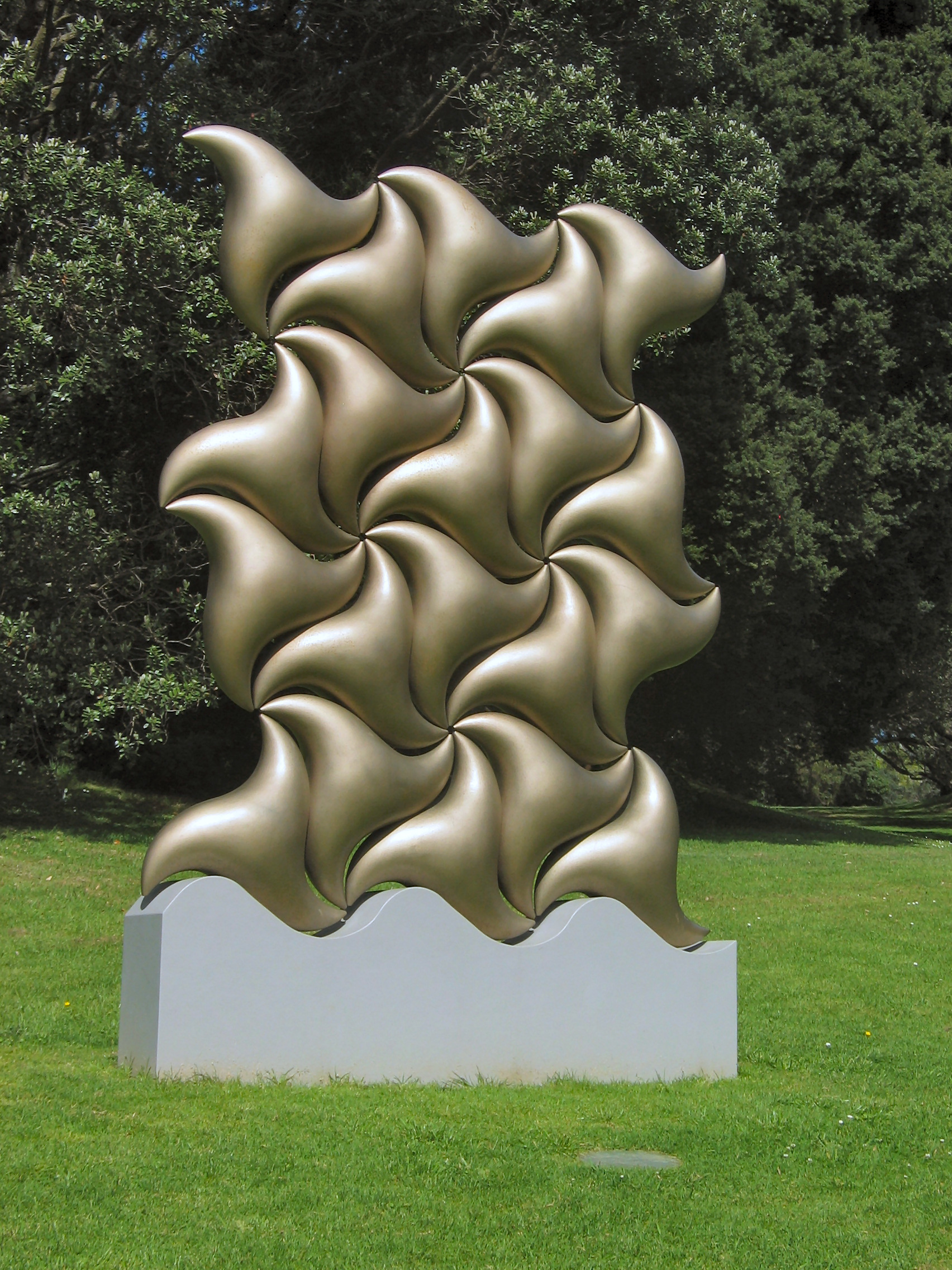
Numbers are the language of nature, 2005; escultura pública modular instalada en Auckland

## Datos biográficos
Chiara Corbelletto nació y creció en Italia. Estudió en Novara y posteriormente un título de grado en arquitectura en la Universidad de Milán.
En 1981 se trasladó a Auckland, Nueva Zelanda, donde reside y trabaja.

## Obras
Entre las obras de Chiara Corbelletto se incluyen las siguientes:
- Numbers are the language of nature, de 2005; escultura pública modular instalada en Auckland.
- Twins, dos piezas modulares , en el Campus de la Universidad de Auckland.[1]

El historiador del arte Michael Dunn considera que las obras de Corbelletto ocupan «una posición intermedia entre la abstracción y la figuración». 